# Liste de rejoneadors

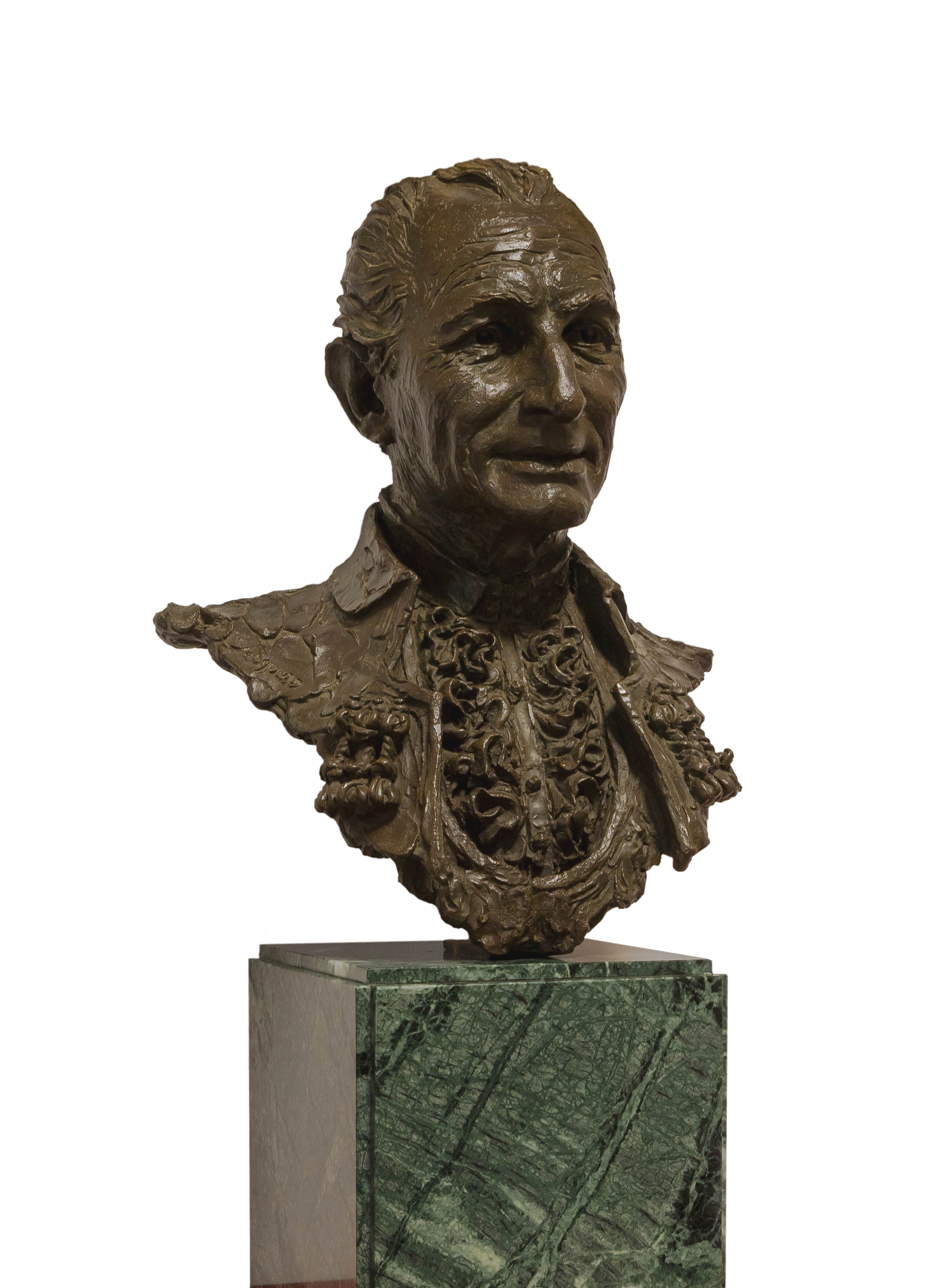
Ángel Peralta (inventeur des banderilles courtes)

Cet article recense les rejoneadors  de renom, toutes nationalités confondues, et présentés en une liste non exhaustive par ordre alphabétique. 

## Présentation
Parmi les plus grands, on trouve les rejoneadors du Portugal où  cette forme de course de taureaux n'a jamais été abandonnée, contrairement à l'Espagne où les cavaliers ont abandonné le combat de taureau sous le règne de Philippe V.
La liste présente  les cavaliers qui ont relancé en Espagne l'intérêt pour cette forme de corrida : Antonio Cañero, Ángel Peralta (inventeur des banderilles courtes), mais aussi des femmes rejoneadoras dont la plus célèbre reste Conchita Cintrón, surnommée « la déesse blonde ». Les  rejoneadors sont présentés le cas échéant sous leur apodo. Les éléments de cette liste sont consultables sur les encyclopédies de la corrida mentionnées dans la bibliographie ci-dessous.
L'encyclopédie de la corrida de Lafront-Tolosa comporte,  un « Index alphabétique des notices biographiques »  où sont listés: matadors de toros, banderilleros, picadors, rejoneadors. L'ouvrage collectif Histoire et dictionnaire de la Tauromachie dirigé par Robert Bérard chez Laffont comporte un « tableau chronologique des toreros », présentés en liste par année d'alternative de 1733 à 2000. L'ouvrage Toreros pour l'histoire de Paul Casanova et Pierre Dupuy donne la liste des grands toreros de 1730 à 1979. Dans chacune de ces listes, le mot torero ou matador désigne aussi bien le torero à pied qu'à cheval, mais chacune des disciplines est catégorisée en sous-liste.

## Liste
- Amina Assis (Amina Hernández Assis)[7]
- Carlos Arruza (1920-1966)
- Jacques Bonnier (1942)
- Curro Bedoya né en 1948
- Corine Bernard
- Javier Buendía (Javier Buendía Ramírez de Arellano) né en 1951
- Antonio Cañero
- José Miguel Callejón (José Miguel Callejón Martín)
- Ginés Cartagena (1968-1995)
- Andy Cartagena  (Cépedes González Andrés Cartagena)(né en 1981)
- Conchita Cintrón (1922-2009)
- Fermín Bohórquez Domecq (né en 1970)
- Fermín Bohórquez Escribano (né en 1933)
- Álvaro Domecq Díez (1917-2005)
- Sergio Domínguez
- Álvaro Romero Domecq (né en 1940)
- Antonio Domecq (né en 1971)
- Luis Domecq (né en 1968)
- Rui Fernandes (Rui David da Conceiçao Fernandes), né en 1978
- Sergio Galán (né en 1980)
- Nathalie Gonfond
- Pablo Hermoso de Mendoza, né en 1966
- Leonardo Hernández  (Leonardo Hernández García), né en 1961
- Jorge Hernández Gárate
- Bernardino Landete  (Bernardino Landete Navarro), né en 1925
- Luc Jalabert (né en 1951)
- Joâo Lucio
- « Manolete » (1917-1947)
- Raúl Martín (Raúl Martín Burgos)
- Álvaro Montes (Álvaro Montes Montoro), né en 1982)
- Noëlia Mota (née le  10-01-1989 en Leganés (Madrid)
- João Moura (João Antonio Romao de Moura), né en 1960
- Agustín Navarro
- Paco Ojeda
- Patricia Pellen (née en 1976)
- Ángel Peralta (Ángel Peralta Pineda)
- Rafael Peralta (Rafael Peralta Pineda) (né en 1933)
- José Samuel Pereira Lupi (né en 1931)
- Moreno Pidal (né en 1933)
- Duque de Pinohermoso (Carlos Portes Seoane) (né en 1947)
- José Luis Rodríguez Agostini
- Luis Rouxinol (né en 1968)
- Marie Sara (née en 1964)
- João Salgueiro
- Luis Valdenebro (Luis Valdenebro Halcón)
- Antonio Ignacio Vargas (Antonio Ignacio Vargas Fernández des Estrada, né en 1948)
- Sergio Vega
- Diego Ventura
- Manuel Vidrié (né en 1942)
- Léa Vicens (née le 22 février 1985 à Nimes)